# 第503重戦車大隊
第503重戦車大隊(ドイツ語: Schwere Panzer-Abteilung 503)は、ドイツ国防軍陸軍に存在した重戦車大隊である。他の部隊とは異なり、どこの上級部隊にも属さない陸軍直轄の独立大隊として運用された。

## 概要

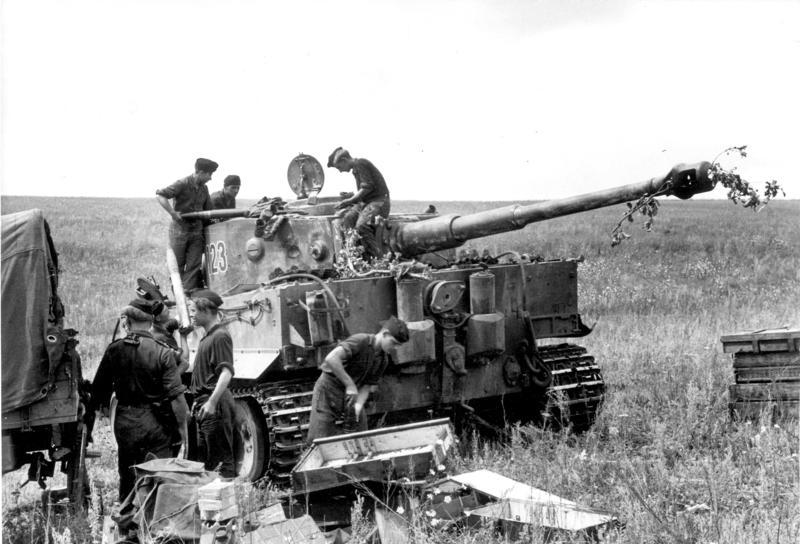
クルスクの戦いにおいて、弾薬を補給する大隊のティーガーI。

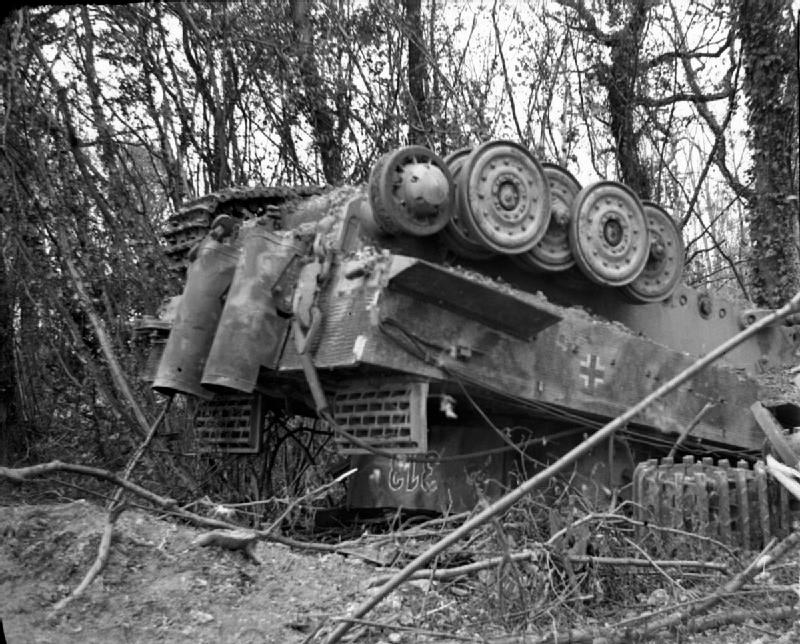
グッドウッド作戦では、56トンもあるティーガーIがひっくり返るほどの損害を受けた。

第503重戦車大隊は1942年5月4日に組織された。1942年11月のソ連軍による反攻でスターリングラードに第6軍が包囲されたが、これに対応する為にドン軍集団へ移されたが、12月中旬に行われたスターリングラード救出作戦には輸送中で間に合わず、1943年1月1日に最前線へ到着した。その後、大隊は第4装甲軍の傘下でA軍集団のロストフへの退却を援護する任務を与えらた。2月11日にはハリコフへ移動し、第三次ハリコフ攻防戦に参加した。5月10日には大隊に配備されたティーガーIが45両に上った。ツィタデレ作戦発動の4日前、そのうち42両が運用可能な状態にあったが、作戦中に3両、撤退中に5両を失っている。
1944年1月、第503重戦車大隊に所属するフランツ・ベーケ予備役中佐の指揮下で、装甲連隊や歩兵連隊と合わさりベーケ装甲連隊が組織された。この連隊は、コルスン包囲戦でのヴィルヘルム・シュテンマーマン砲兵大将率いるシュテンマーマン集団救出で大きな成果を上げている。
1944年3月のカメネツ＝ポドリスキー包囲戦では一時追い込まれるものの、4月には解放された。その後第503重戦車大隊は45両のティーガーIIを受領し、再編が図られた。
1944年6月6日のノルマンディー上陸作戦を受けて、第503重戦車大隊は第5装甲軍の麾下となった。連合軍のグッドウッド作戦では、大隊の第3中隊を中心に作戦初日で13両の戦車を失う大きな損害を被っている。7月に第3中隊は新たなティーガーIIを受領したが、そのティーガーIIも連合軍に次々撃破され、ドイツ本国に帰還したのは僅かに2両であった。9月、部隊を再編した大隊はデブレツェンの戦いに従軍し、12月にはブダペストでの防衛任務に当たった。

## 歴代司令官
- クレメンス＝ハインリヒ・グラーフ・フォン・カゲネック (1943年7月 - 1944年1月30日)
- ロルフ・フロンメ（英語版） (1944年2月? - 1944年12月?)